# Cantó de Voves
El cantó de Voves és un cantó francès del departament d'Eure i Loir, situat al districte de Chartres. Té 22 municipis i el cap és Voves.

## Municipis
- Allonnes
- Baignolet
- Beauvilliers
- Boisville-la-Saint-Père
- Boncé
- Fains-la-Folie
- Germignonville
- Louville-la-Chenard
- Montainville
- Moutiers
- Ouarville
- Pézy
- Prasville
- Réclainville
- Rouvray-Saint-Florentin
- Theuville
- Viabon
- Villars
- Villeau
- Villeneuve-Saint-Nicolas
- Voves
- Ymonville

## Història
| Data d'elecció                           | Identitat     | Partit              | Qualitat |
| ---------------------------------------- | ------------- | ------------------- | -------- |
| 1945-1976                                | Roger Gommier | radical, després PS |          |
| 1976-1982                                | M. Genin      | PS                  |          |
| 1982-2001                                | Jean Cosson   | UDF-CDSF            |          |
| 2001-                                    | Marc Guerrini | UDF, després NC     |          |
| les dades anteriors no són pas conegudes |               |                     |          |
|                                          |               |                     |          |

## Demografia
| A partir de 1990: Població sense dobles comptes |